# Cosmiomorpha modesta
Cosmiomorpha modesta är en skalbaggsart som beskrevs av Saunders 1852. Cosmiomorpha modesta ingår i släktet Cosmiomorpha och familjen Cetoniidae. Inga underarter finns listade i Catalogue of Life.

## Bildgalleri

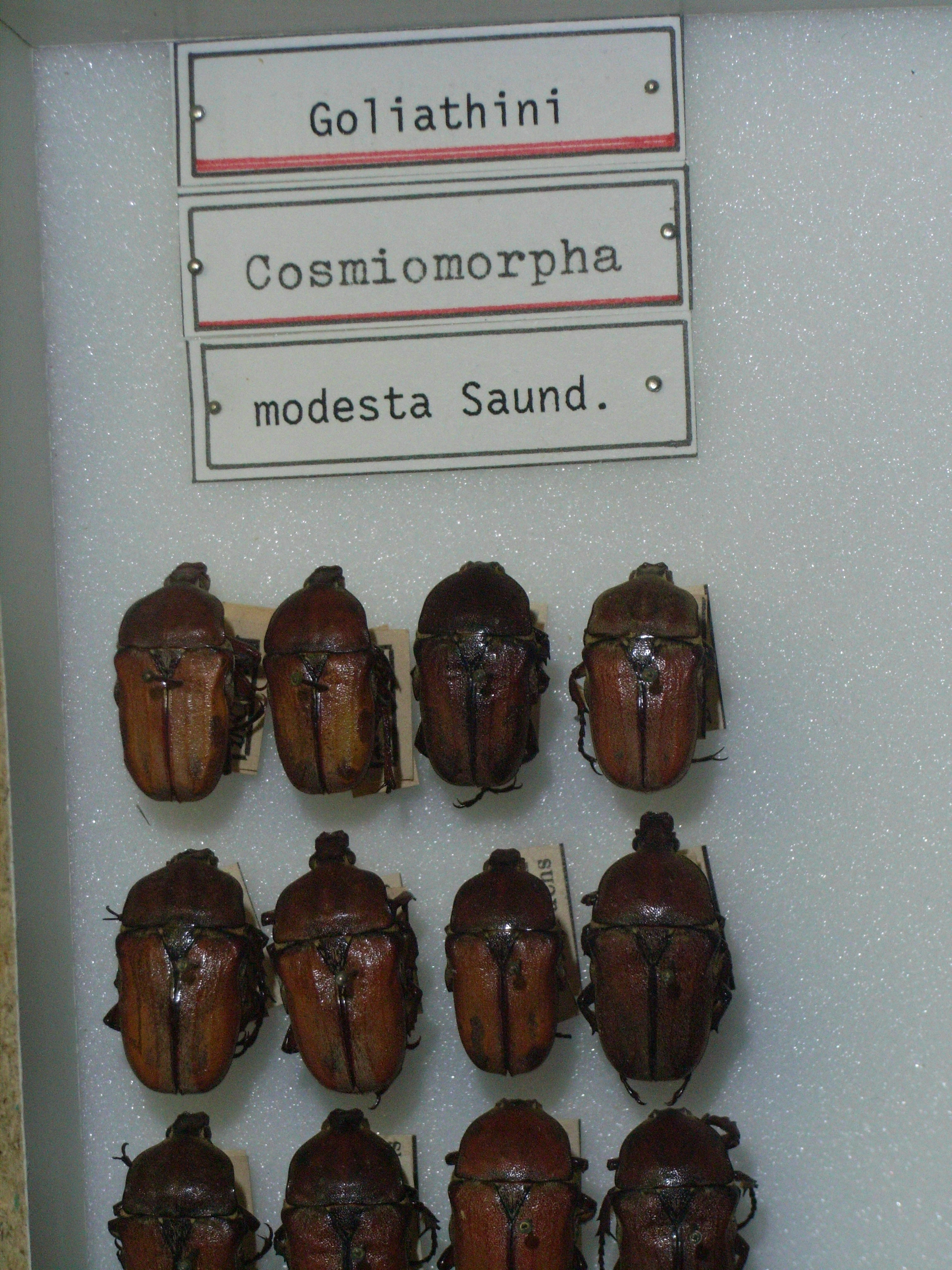